# Министерство промышленности средств связи СССР
Министе́рство промышленности средств связи СССР (МПСС) — орган государственного управления в СССР, согласно Конституции СССР являвшийся общесоюзным министерством.

## Задачи
Ведомство осуществляло руководство промышленностью по производству средств связи, включая средства радиовещания и телевидения, радиоизмерительную аппаратуру и аппаратуру магнитной записи, слаботочные электромагнитные реле, а также руководство проектированием и монтажом специальных систем связи.

## История
Ведомство появилось 28 июня 1946 года при разделении Министерства электропромышленности СССР. Указ Президиума ВС СССР о его образовании вышел в сентябре того же года. Иван Зубович был назначен руководителем нового ведомства.
МПСС являлось головным министерством по разработке и производству радиолокационных станций, основным — по электровакуумным приборам, радиоизмерительным приборам, электрохимическим источникам тока, твердым выпрямителям, сопротивлениям и конденсаторам и высокочастотным керамическим деталям.
Организации, подведомственные МПСС (например, Воронежский научно-исследовательский институт связи), занимались разработкой систем связи для нужд Вооруженных Сил СССР (например, в пятидесятые годы XX века системы радиоуправления ракет разрабатывал НИИ-885 МПСС), обеспечения государственной безопасности и пр. Также предприятия МПСС СССР выполняли основную часть поставок оборудования для сетей Минсвязи СССР.
В статье «Эксперт» о книге Симонова « Несостоявшаяся информационная революция» помимо цифровых ошибок, приводится такой пассаж: «для внутризаводских перевозок на предприятиях самой передовой отрасли промышленности, электроники, использовался гужевой транспорт — на балансе Минпромсвязи числилось 1180 лошадей».
5 марта 1953 года объединено с Министерством электропромышленности СССР и Министерством электростанций СССР в одно — Министерство электростанций и электропромышленности СССР. Вновь образовано 29 марта 1974 года.
В начале 1989 года МПСС СССР было объединено с Минсвязи СССР в одно ведомство, а затем научные учреждения и производственные предприятия промышленности средств связи были выделены из Минсвязи в самостоятельные структуры, например, в Концерн производителей систем и средств телекоммуникаций «Телеком», Концерн «Электрон» и проч.

### Структура
В состав министерства входило пять производственных главных управлений, ряд функциональных главных управлений и отделы обеспечивающих служб. Позже число производственных главных управлений было увеличено до десяти. Ведомство имело свой аналитический центр, созданный в 1974 году.

#### Научные и проектные организации
- Государственный союзный проектный институт № 5 (ГСПИ-5). Имел филиал в столице[11].
- НИИ-20.
- НИИ-885 (ныне ФГУП «НПЦАП»).
- Научно-исследовательский институт систем связи и управления (НИИСУ) — системы управления и системы связи.
- ПКБ-886 (ныне ЦНИИ «Комета»).
- СКТБ точного машиностроения (СКТБ ТМ «Ижточмаш»[12], с 1986 года — СКБ вакуумно-электронного машиностроения или СКБ «ВЭМ»[12], а с 1987 года — НИИ «ВЭМ»[13]). В составе СКТБ ТМ имелось 4 филиала с головным в городе Чайковский, а с 1986 года (в СКБ «ВЭМ») — стало 2 научных бюро. Научное учреждение ведало разработками различного оборудования для формообразования и для производства интегральных схем[14].
- Центральный научно-исследовательский технологический институт (ЦНИТИ). Имел филиал в Ижевске[12], а также в Горьком[15].

#### Тресты
- Проектно-монтажный трест № 5 (ПМТ-5, Москва), занимавшийся разработкой систем электро- и радиосвязи в различных сферах. Имел отделения в Новосибирске, Караганде, Уфе, Иркутске, Баку, Куйбышеве, Красноярске, Краснодаре и Ташкенте.

#### Заводы
- Московский электровакуумный завод «Электролампа» (1942—1954).
- Ижевский опытный завод вакуумно-электронного машиностроения «ВЭМ» — опытные (тестовые) экземпляры и мелкосерийный выпуск вакуумно-электронного оборудования, разработанного в СКТБ ТМ «Ижточмаш».
- ХПО «Радиореле», г. Харьков
- АПО «Титан» и СКТБ, г. Антрацит
- ПО «Красная Заря», г. Ленинград
- ПО «Северная Заря» и НИИКТ, г. Ленинград
- ПО им. Кирова, г. Уфа
- завод «Юность», г. Краснодон
- ПО «Армреле», г. Ереван

#### Учебные заведения
- Красноярский радиотехнический техникум (с 1985 года — техникум радиоэлектронного приборостроения).
- Ленинградский военно-механический институт. В ЛВМИ был создан факультет повышения квалификации для работников ведомства, преобразованный впоследствии в отдельный (ведомственный) Институт повышения квалификации.
- Антрацитовский техникум приборостроения